# ری چول-گوک
ری چول-گوک (کره‌ای: 이철국؛ زادهٔ ۲۵ دسامبر ۱۹۸۵) یک بازیکن تنیس روی میز اهل کره شمالی است.